# Orvasca flavocinerea
Orvasca flavocinerea är en fjärilsart som beskrevs av Van Eecke 1928. Orvasca flavocinerea ingår i släktet Orvasca och familjen tofsspinnare. Inga underarter finns listade i Catalogue of Life.